# 脉动燃烧
脉动燃烧就是高、低燃烧强度相互结合的一种燃烧方法，其目的是为了使炉内温度均匀，提高加热质量。采用这种燃烧方法的条件是：1.对燃烧器的要求：火焰长度可调，燃烧器调节比大；2.炉子的特点是：沿火焰方向具有较长的炉膛空间。“脉动燃烧”是借用了医学用语“脉搏跳动”现象之意，对燃烧而言，是强、弱结合的燃烧，即一会采用大流量燃烧（高燃烧强度），一会又采用低流量燃烧（低燃烧强度），且周期变化，这种现象犹如脉搏的跳动，故得名。高燃烧强度时，火焰长，主要是使远距离的空间获得热量，反之，火焰短，就是使近距离获得热量，目的是使整个炉内获热均匀，以保证炉子温度均匀。